# Control biológico de la hormiga de fuego

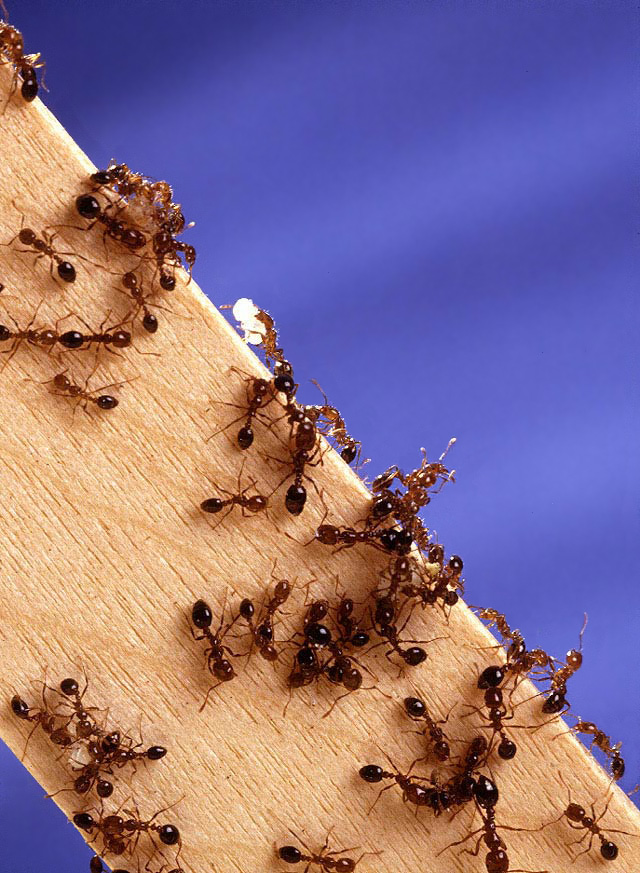
Solenopsis invicta.

El control biológico de la hormiga de fuego introducida (del género Solenopsis, principalmente Solenopsis invicta) se ha enfocado en la búsqueda de enemigos naturales donde es nativa para ser enviados a donde es exótica y así reducir su número poblacional. Se han encontrado patógenos protozoos, hongos, hormigas parásitas (Solenopsis daguerrei) y moscas parasitoides del género Pseudacteon. Estas últimas se están enviando a Estados Unidos para el control biológico de la hormiga de fuego.

## Expansión
Dos especies del género Solenopsis, la hormiga de fuego roja, Solenopsis invicta Buren, y la hormiga de fuego negra, Solenopsis richteri, se han constituido en plagas que han invadido regiones fuera de su lugar natal en Sudamérica (ver "reviews" en Adams, 1986; Allen et al., 1994; Davidson y Stone, 1989; Holway et al., 2002; Lofgren, 1986; Taber, 2000; Vinson, 1997). Ocupan hoy en día más de 128 millones de hectáreas en 13 de los estados de Estados Unidos (donde fue introducida en la década de 1930), Puerto Rico (Callcott, 2002), numerosas islas del Caribe (Davis et al., 2001), y Australia (Nattrass y Vanderwoude, 2001; Solley et al., 2002), y puede potencialmente invadir muchas otras regiones del mundo (Morrison et al., 2004). 
Solenopsis invicta y S. richteri pueden llegar a ser mucho más abundantes en donde son exóticas que en su tierra nativa (4-7 veces más abundantes), y pueden alterar en gran medida la riqueza de especies en las áreas afectadas: pueden ocupar más del 94 % de las trampas de un estudio y sumar más del 99 % de las hormigas atrapadas (Porter y Savignano 1990), aunque 12 años después los efectos pueden ser menos importantes (Morrison 2002).

## Cuales son los signos de una infestación

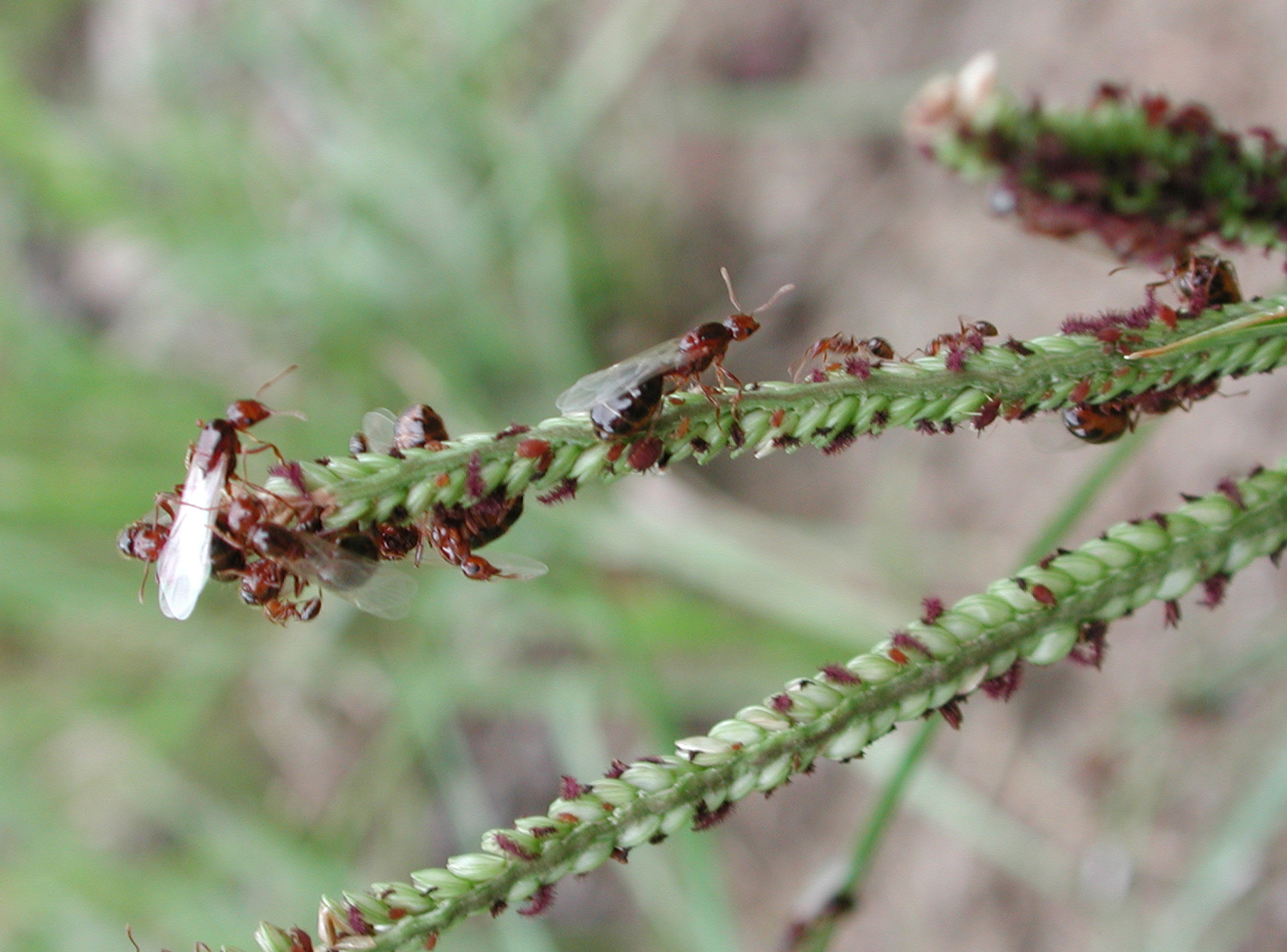
Reinas aladas de Solenopsis sp.

Esto se puede reconocer al detectar a un número elevado de las obreras. Otros detalles que pueden servir de aviso son también el detectar unos altillos de tierra arenosa que usualmente se hacen más comunes y visibles al terminar lluvias fuertes recientes y por último, las quejas que presenten personas del área por haber sido picadas tanto ellas como sus mascotas por estas hormigas de fuego (enlace roto disponible en Internet Archive; véase el historial, la primera versión y la última)..

## Formas de control
Durante las décadas de 1950 y 1970 y hasta recientemente, los intentos de erradicar o controlar a estas hormigas en los Estados Unidos se han basado en el uso de pesticidas (Davidson y Stone, 1989), a pesar de lo cual las especies han continuado expandiendo su área de distribución (Callcott y Collins, 1996). Los métodos actuales de control químico en general tampoco han resultado efectivos en las áreas rurales (Allen, 1993; Barr y Drees, 1996). La erradicación total ya no es más considerada como un objetivo viable, y nuevos enfoques para su control se han propuesto recientemente, entre ellos el control biológico.

## Control biológico
Una de las hipótesis que explicaría la diferencia en la abundancia de estas hormigas con respecto a la que presentan en su tierra natal es el escape de los enemigos naturales en donde son exóticas (Porter et al., 1992, 1997). Esto sugeriría que la importación desde Sudamérica de agentes de control biológico debería reducir su tamaño poblacional a niveles similares a los que presenta en su tierra nativa. La investigación se abocó a la búsqueda de enemigos naturales donde son nativas, encontrándose patógenos protozoos (Briano et al., 1995), hongos (Stimac et al., 1993), hormigas parásitas como Solenopsis daguerrei (Calcaterra et al., 1999) y moscas parasitoides: algunos fóridos del género Pseudacteon (Diptera: Phoridae) son parasitoides solitarios de las obreras de las hormigas de fuego del género Solenopsis (Disney, 1994).

### Pseudacteon

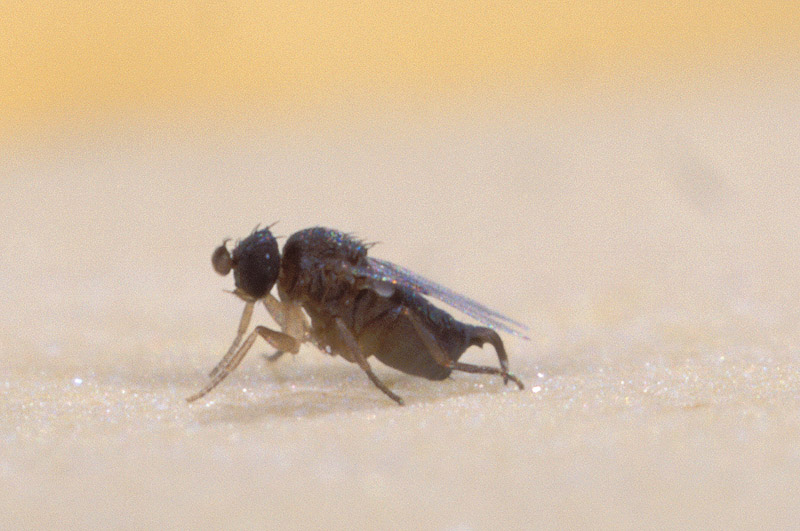
Pseudacteon curvatus, mosca fórida que parasita a las hormigas de fuego

Los fóridos (familia Phoridae) hembras atacan con su ovipositor a las hormigas en el tórax, introduciendo un huevo en ellas, que en estadios subsiguientes migra a la cabeza donde eventualmente empupa. La hormiga hospedadora muere y su cabeza se desprende del resto del cuerpo, de ahí el nombre "moscas decapitadoras". La biología básica y la historia del estudio de las especies de Pseudacteon que parasitan hormigas Solenopsis son revisadas por Porter (1998a) y Morrison (2000a).
Se ha sugerido que las moscas parasitoides de la familia Phoridae pueden jugar un papel importante en la regulación de la población de hormigas de fuego en las regiones en las que están presentes (Feener, 2000).
Los "fóridos" son únicos entre todos los demás agentes de control biológico que están siendo evaluados porque los estudios conducidos tanto en el campo (Feener y Brown, 1992; Folgarait y Gilbert, 1999; Morrison, 1999; Orr et al., 1995, 1997; Porter et al., 1995b) como en el laboratorio (Mehdiabadi y Gilbert, 2002; Morrison, 2000b) han revelado que la presencia de los fóridos del género Pseudacteon puede tener un impacto comportamental relativamente grande y a corto plazo en sus hospedadores del género Solenopsis, que se traduciría en un efecto indirecto en la aptitud biológica de su hospedador, además del efecto directo de mortalidad que le produce. Se están realizando estudios de escalas espaciales y temporales grandes para contestar si existe una extrapolación de este impacto comportamental a una regulación de la población a largo plazo en la naturaleza (Morrison y Porter 2005).
Las pruebas extensivas, tanto en el campo en Sudamérica (Porter, 1998b; Porter et al., 1995a) como en el laboratorio en los Estados Unidos y en Sudamérica (Folgarait et al., 2002; Gilbert y Morrison, 1997; Morrison y Gilbert, 1999; Porter, 2000; Porter y Alonso, 1999; Porter y Briano, 2000), revelaron altos niveles de especificidad de hospedador en la mayoría de las especies de Pseudacteon que parasitan a Solenopsis, lo que los haría aptos para realizar el control biológico de las especies de Solenopsis donde son exóticos.